# غدد چربی پوست
غدد چربی پوست (به انگلیسی: Sebaceous gland) غددی میکروسکوپی در پوست بوده که یک ماده روغنی/مومی به نام سبوم (چربی) تولید می‌کنند. این ماده برای ضدآب کردن پوست و مو پستانداران ترشح می‌شود.

غدد چربی یا سباسه در بیشتر سطح بدن جای دارند. حدود ۱۰۰ غده در هر سانتی متر مربع در پوست وجود دارد. ولی این تعداد در سرو پیشانی به ۴۰۰ تا ۹۰۰ غده می‌رسد. این غدد در پوست کف دست و پاشنه پا وجود ندارند. غدد چربی بیشتر چسبیده به پیاز مو هستند و مجرای آن‌ها در قسمت فوقانی فولیکول تا سطح ادامه می‌یابد. ماهیچه راست‌کننده مو نیز در همین مکان قرار دارد.

مناطقی در دستگاه تناسلی وجود دارد که مجاری این غدد به‌طور مستقیم و بی ارتباط به مو به سطح پوست می‌ریزند.

چربی ترشح شده از این غدد یا سبوم (Sebum) نقش بسیار عمده‌ای در زیبایی و سلامت پوست دارد. ترشح کم آن باعث خشکی پوست و ترشح بیش از حد آن نیز می‌تواند عوارضی مانند جوش یا آکنه را ایجاد کند.
اسه

## نگارخانه

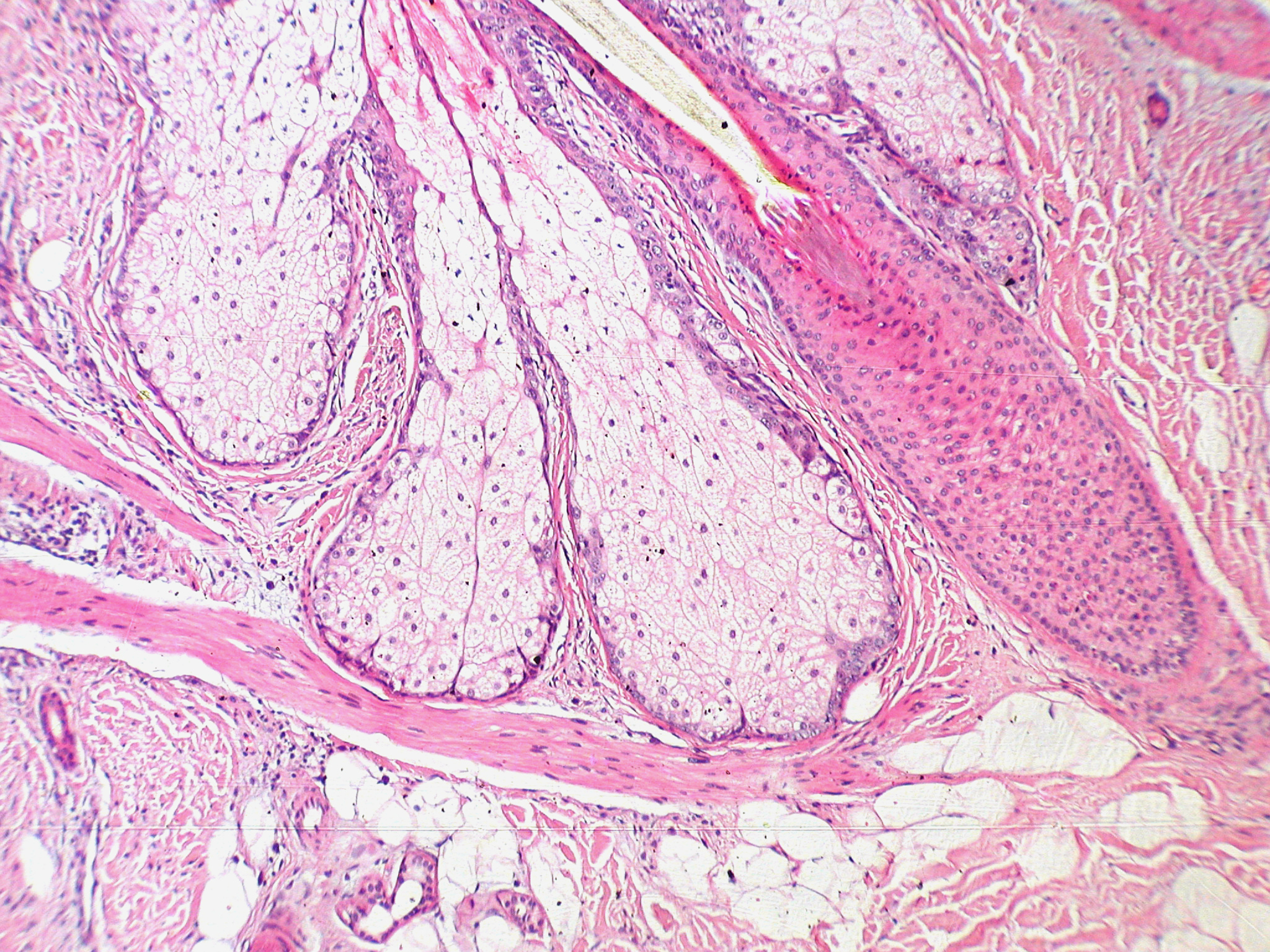
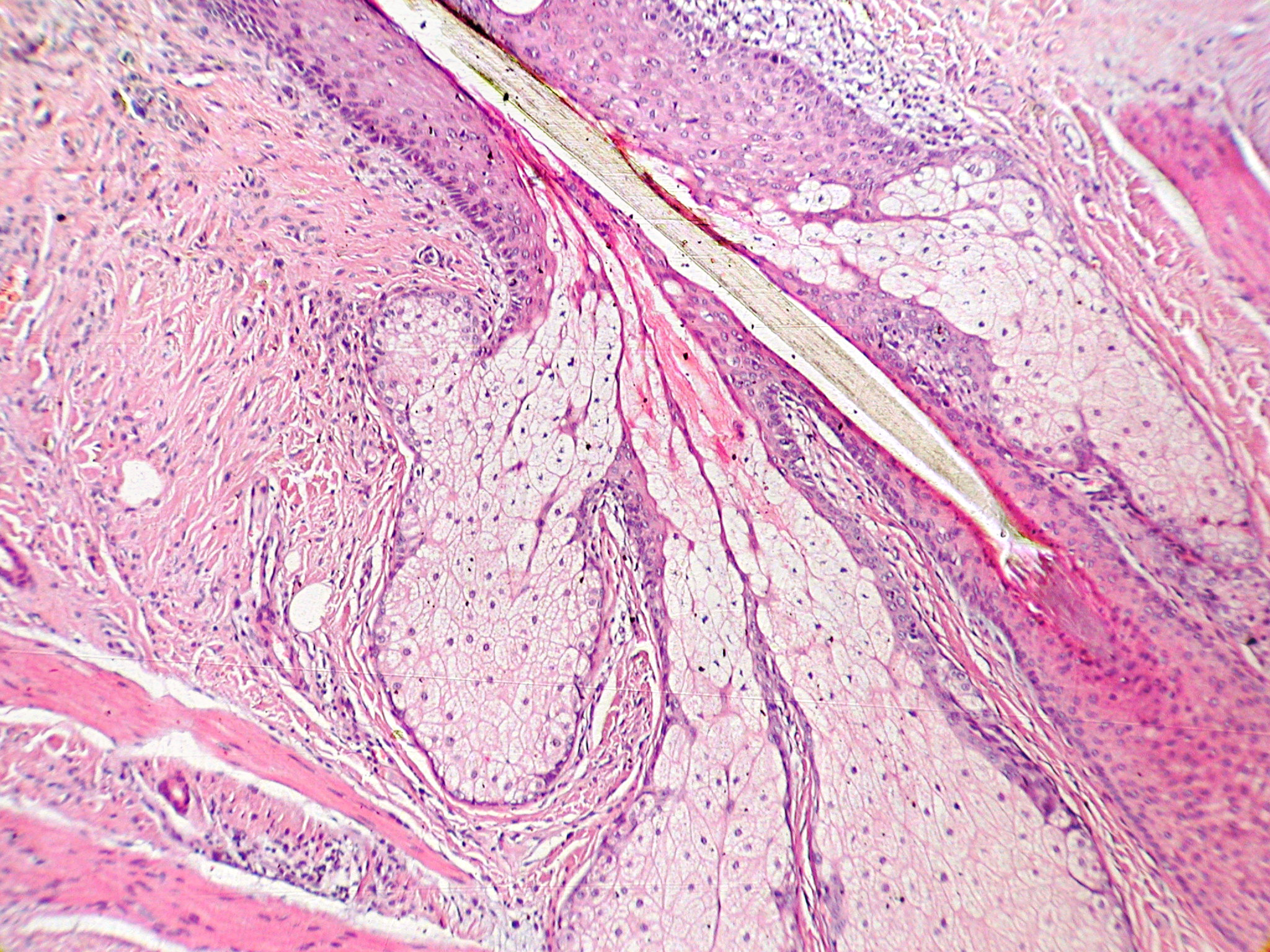